# Milano-Sanremo 1977
La Milano-Sanremo 1977, sessantottesima edizione della corsa, fu disputata il 19 marzo 1977, su un percorso di 288 km. Fu vinta dall'olandese Jan Raas, giunto al traguardo con il tempo di 6h41'59" alla media di 42,987 km/h, precedendo i belgi Roger De Vlaeminck e Wilfried Wesemael.
Presero il via da Milano 230 ciclisti, 148 di essi portarono a termine la gara.

## Resoconto degli eventi
Nei pressi di Voghera escono dal gruppo lo svizzero Ueli Sutter e Pietro Algeri, che arrivano sul Turchino con 4'55'’ sul gruppo. Ad Arenzano scatta Baronchelli, e porta con sé altri 12 corridori, ma il gruppo non concede molto spazio e a Finale Ligure vengono riassorbiti dal gruppo. Sul Poggio si sussuguono vari attacchi tra cui quelli di Giuseppe Saronni, che transita per primo in vetta, e Jan Raas che sorprende tutti e in discesa riesce a mantenere un discreto vantaggio sugli inseguitori, e va a vincere precedendo De Vlaeminck, che giunge al traguardo davanti a Wesemael e Van Linden che regola il gruppo.

## Ordine d'arrivo (Top 10)
| Pos. | Corridore              | Squadra        | Tempo    |
| ---- | ---------------------- | -------------- | -------- |
| 1    | Jan Raas               | Frisol-Thirion | 6h41'59" |
| 2    | Roger De Vlaeminck     | Brooklyn       | a 3"     |
| 3    | Wilfried Wesemael      | Frisol-Thirion | a 5"     |
| 4    | Rik Van Linden         | Bianchi        | s.t.     |
| 5    | Freddy Maertens        | Flandria-Velda | s.t.     |
| 6    | Pierino Gavazzi        | Jollj Ceramica | s.t.     |
| 7    | Walter Planckaert      | Maes Pils      | s.t.     |
| 8    | Patrick Sercu          | Fiat France    | s.t.     |
| 9    | Gabriele Landoni       | G.B.C.-Itla    | s.t.     |
| 10   | Jean-Luc Vandenbroucke | Peugeot        | s.t.     |